# Fem älgar i ett badkar
Fem älgar i ett badkar var ett svenskt proggband från Skellefteå. Gruppen släppte 1980 EP:n Bastuträsk (Great Music Production), deras enda utgivna skiva. Utöver detta medverkar Fem älgar i ett badkar med en låt ("Det är du som tittar på") på CD-skivan som 2002 medföljde boken Hela hjärtat mitt - Ögonblick ur Skellefteås pophistoria.

## Medlemmar
- Arne Jonasson: sång, gitarr, piano
- Erik Wikström: gitarr
- Peter Lindgren: bas, sång
- Ulf Johansson: trummor
- Jan Lundmark: trummor
- Bengt Holmqvist: trummor

## Diskografi
EP
- 1980 – Bastuträsk

Medverkan på samlingsskivor
- 2002 – Hela hjärtat mitt - Ögonblick ur Skellefteås pophistoria

"Det är du som tittar på" - 3:50

### Fotnoter
1. ↑  ”Fem älgar i ett badkar”. Progg.se. Arkiverad från originalet den 9 november 2012. https://web.archive.org/web/20121109171931/http://www.progg.se/band.asp?ID=639. Läst 4 januari 2013.